# Blackhole Assault
Blackhole Assault (orthographié Black Hole Assault au Japon) est un jeu vidéo de type beat them all développé et édité par Micronet co., Ltd. en 1992 sur Mega-CD. Il a été porté en 1993 sur PC-Engine.